# 梅谷守
梅谷 守（うめたに まもる、1973年（昭和48年）12月9日 - ）は、日本の政治家。立憲民主党所属の衆議院議員（2期）。元新潟県議会議員（2期）。

## 来歴
東京都文京区出身。父母はピアノの教師だった。文京区立誠之小学校、早稲田実業学校中等部・高等部卒業。1997年3月、早稲田大学教育学部卒業。同年4月、蝶理に就職。それから10か月後に退職。
2001年9月、政策秘書試験に合格。細野豪志衆議院議員の政策秘書、黒岩宇洋参議院議員の政策秘書を務める。議員秘書時代、筒井信隆の秘書をしていた筒井の娘と知り合い、結婚。
2007年4月、新潟県議会議員選挙に上越市選挙区から民主党公認で立候補し初当選。2011年、再選。
2013年9月1日、前年の第46回衆議院議員総選挙で落選していた筒井が政界引退を発表。2014年の第47回衆議院議員総選挙では梅谷が新潟6区から筒井の後継として、民主党公認で立候補。自民党前職の高鳥修一に敗れ比例復活もならず落選。当時の民主党では現職国会議員の配偶者および三親等内の親族が当該議員と同一選挙区から連続で立候補する場合はその親族を公認しないこととしていたが、筒井は現職議員に該当しないことからその娘婿で一親等にあたる梅谷は公認を得ることができた。
2017年9月26日、小池百合子都知事と民進党代表の前原誠司は会談し、衆院選に向けた民進党と希望の党に合流について合意した。10月1日、梅谷は上越市土橋の市民プラザで非公開の党員・サポーター集会を開催。執行部は希望の党からの出馬を提案したが、党員からは無所属での立候補を望む声が圧倒的に多く、このときは結論は出なかった。10月2日、梅谷は希望の党への公認申請を見送り、無所属か、同日に枝野幸男が結成を宣言した新党（立憲民主党）のいずれかから立候補する意向を表明した。これを受けて同日、共産党は公認候補予定者としていた上越市議会議員の上野公悦の出馬を取下げた。翌3日には市民団体などが擁立の動きを見せていた弁護士の馬場秀幸も梅谷の支援に回ると表明。10月22日の第48回衆議院議員総選挙では無所属で立候補し、僅差で高鳥に敗れる。
民進党の解党後は国民民主党に所属し、2018年9月に同党の新潟県連が設立されると代表に就任。
2020年に旧立憲民主党・旧国民民主党が合流し新「立憲民主党」が結成されると、新潟6区は党県連が推す梅谷と、党本部の一部幹部が推す元参議院議員の風間直樹との間で競合したが、2021年1月12日、立憲民主党は常任理事会を開き、新潟6区支部長に梅谷を選任した。
2021年10月31日の第49回衆議院議員総選挙に新潟6区から立憲民主党公認で立候補。選挙戦では森裕子参議院議員が選対本部長を、元上越市副市長の山岸行則が選対幹事長を務めた。投開票の結果、高鳥を130票差で破り、初当選した（高鳥は比例復活で当選）。民主党時代は自誓会（細野派）に所属していたが、2021年時点では無派閥となっている。11月30日、枝野幸男代表の辞任に伴う立憲民主党代表選挙が実施。梅谷は1回目の投票では西村智奈美に投じ、決選投票では泉健太に投じた。
2022年11月18日、衆議院選挙区の新しい区割りである「10増10減」の改正公職選挙法案が参議院で可決された。新潟県内の選挙区は6から5に削減され、各選挙区の区域が変わった。同年12月13日、立憲民主党の常任幹事会が開かれ、次期衆院選において梅谷は新しい新潟5区（十日町市、糸魚川市、妙高市、上越市、魚沼市、南魚沼市、南魚沼郡、中魚沼郡）から出馬することが内定した。
2024年10月6日、石破茂首相は第50回衆議院議員総選挙に向けて、政治資金パーティー裏金事件で党員資格停止の処分を受けた議員などを公認しないことを決めるとともに、高鳥修一ら裏金議員43人について比例代表への重複立候補を認めない方針を示した。10月15日、総選挙が公示され、新潟5区からは梅谷と自民党現職の高鳥の2人が立候補した。10月17日に日本経済新聞が序盤情勢を発表。「高鳥が一歩先行。梅谷が懸命に追う」と報じた。10月23日、しんぶん赤旗は、自民党が裏金問題で非公認となった候補の所属支部にそれぞれ2000万円を支給していたことをスクープした。同紙の報道により終盤情勢は一変した。10月25日、読売新聞は22日～24日に行った世論調査の結果を発表。新潟5区は「梅谷と高鳥は横並びのまま」と書かれ、順番が入れ替わった。10月27日、総選挙執行。投票締め切りからほどなく梅谷は当選が確実になり、2期目の当選を果たした。比例重複が認められなかった高鳥は議席を失った（梅谷：114,429票、高鳥：92,589票）。

## 政策・主張

### 憲法
- 憲法改正について、2014年のアンケートで「賛成」と回答[33]。2017年のアンケートでは回答しなかった[34]。2021年のアンケートで「どちらかといえば賛成」と回答[35]。

- 憲法9条への自衛隊の明記について、2021年のアンケートで「反対」と回答[36]。

- 2014年7月1日、政府は従来の憲法解釈を変更し、集団的自衛権の行使を容認することを閣議で決定[37]。この閣議決定を評価するかとの問いに対し、同年のアンケートで「まったく評価しない」と回答[33]。

- 憲法を改正し緊急事態条項を設けることについて、2021年の毎日新聞社のアンケートで「反対」と回答[38]。

### 外交・安全保障
- 安全保障関連法の成立について、2017年のアンケートで回答しなかった[34]。

- 「他国からの攻撃が予想される場合には敵基地攻撃もためらうべきではない」との問題提起に対し、2017年のアンケートで回答しなかった[34]。2021年のアンケートで「反対」と回答[35]。

- 「北朝鮮に対しては対話よりも圧力を優先すべきだ」との問題提起に対し、2017年のアンケートで回答しなかった[34]。2021年のアンケートで「どちらとも言えない」と回答[35]。

- 普天間基地の辺野古移設について、2021年のアンケートで「どちらかと言えば反対」と回答[35]。

- 徴用工訴訟などの歴史問題をめぐる日韓の関係悪化についてどう考えるかとの問いに対し、2021年の毎日新聞社のアンケートで「政府の今の外交方針でよい」と回答[38]。

### ジェンダー
- 選択的夫婦別姓制度の導入について、2017年のアンケートでは回答しなかった[34]。2021年のアンケートでは「賛成」と回答[35]。

- 同性婚を可能とする法改正について、2017年のアンケートでは回答しなかった[34]。2021年のアンケートで「どちらかといえば賛成」と回答[36]。

- 「LGBTなど性的少数者をめぐる理解増進法案を早期に成立させるべきか」との問題提起に対し、2021年のアンケートで「どちらかといえば賛成」と回答[35]。

- クオータ制の導入について、2021年のNHKのアンケートで「どちらかといえば賛成」と回答し[36]、同年の毎日新聞社のアンケートで「賛成」と回答した[38]。

### その他
- 「原子力発電への依存度について今後どうするべきか」との問題提起に対し、2021年のアンケートで「ゼロにすべき」と回答[36]。

- 新型コロナウイルス対策として、消費税率の一時的な引き下げは「必要」と回答[36]。

- 首相の靖国神社参拝について、2014年のアンケートで「どちらかと言えば反対」と回答[33]。2017年のアンケートで回答しなかった[34]。

- アベノミクスについて、2017年のアンケートで回答しなかった[34]。

- 安倍内閣による森友学園問題・加計学園問題への対応について、2017年のアンケートで回答しなかった[34]。

- 森友学園への国有地売却をめぐる公文書改竄問題で、2021年5月6日、国は「赤木ファイル」の存在を初めて認めた[39]。しかし5月13日、菅義偉首相はファイルの存在を踏まえた再調査を行わない考えを報道各社に書面で示した[40]。9月の自民党総裁選挙で総裁に選出された岸田文雄も10月11日、衆議院本会議の代表質問で再調査の実施を否定した[41]。国の対応をどう考えるかとの同年の毎日新聞社のアンケートに対し「さらに調査や説明をすべき」と回答[38]。

## 不祥事

### 選挙区内での日本酒の配布
2024年2月20日、梅谷が同年1月に上越市内で開かれた町内会行事などに出席した際に、複数の有権者に日本酒を渡していたことが取材などで判明した。有権者への金品提供を禁じる公職選挙法に抵触する恐れがある。梅谷の事務所は同日、共同通信の質問状に「会合の対価として提供した」と回答し、日本酒を配ったことを認めた。「今後は疑義を生じさせかねない物品などの提供は差し控える」とした。同日に梅谷は記者団に対し「軽率だったと深く反省している」と陳謝した一方、過去に同様の事案がなかったかといった質問には答えなかった。また、「会合の対価」であるとする梅谷の主張に対し、参加費が不要な行事でも日本酒を提供していたほか、以前から日本酒を提供していたとの複数の証言があると朝日新聞などが報じた。事案の判明を受け立憲民主党は梅谷を衆議院予算委員から交代させた。
4月9日、元糸魚川市議会議長で行政書士の男性が公職選挙法違反（寄附の禁止）の疑いで梅谷を刑事告発した。新潟地検と新潟県警は同月26日付で告発状を受理した。
同年5月21日の党常任幹事会で岡田克也幹事長が1カ月間の党員資格停止とする処分案を提案したが、一部から「軽すぎる」と異論が出たため決定が見送られた。翌22日、党は常任幹事会を持ち回りで開き、党役職停止3カ月とする処分を決定した。また、さらに1カ月の党員資格停止とする処分案を党倫理委員会に諮ることを決めた。同月29日に党員資格停止処分を正式決定した。6月1日には党新潟県連も梅谷が就いている県連副代表の役職を3カ月停止にする処分を決めた。

## 議員連盟
- 子どもへのワクチン接種とワクチン後遺症を考える超党派議員連盟[56]

## 選挙歴
| 当落 | 選挙                     | 執行日         | 年齢 | 選挙区       | 政党       | 得票数     | 得票率 | 定数 | 得票順位 /候補者数 | 政党内比例順位 /政党当選者数 |
| ---- | ------------------------ | -------------- | ---- | ------------ | ---------- | ---------- | ------ | ---- | ------------------ | ---------------------------- |
| 当   | 2007年新潟県議会議員選挙 | 2007年4月8日   | 33   | 上越市選挙区 | 民主党     | 1万8845票  | 22.11% | 5    | 3/7                | /                            |
| 当   | 2011年新潟県議会議員選挙 | 2011年4月10日  | 37   | 上越市選挙区 | 民主党     | 1万5160票  | 16.74% | 5    | 3/9                | /                            |
| 落   | 第47回衆議院議員総選挙   | 2014年12月14日 | 41   | 新潟県第6区  | 民主党     | 6万2766票  | 39.55% | 1    | 2/3                | /                            |
| 落   | 第48回衆議院議員総選挙   | 2017年10月22日 | 43   | 新潟県第6区  | 無所属     | 9万2080票  | 49.41% | 1    | 2/2                | /                            |
| 当   | 第49回衆議院議員総選挙   | 2021年10月31日 | 47   | 新潟県第6区  | 立憲民主党 | 9万679票   | 49.57% | 1    | 1/3                | /                            |
| 当   | 第50回衆議院議員総選挙   | 2024年10月27日 | 50   | 新潟県第5区  | 立憲民主党 | 11万4429票 | 55.27% | 1    | 1/2                | /                            |